# Echinotheristus
Echinotheristus är ett släkte av rundmaskar. Enligt Catalogue of Life ingår Echinotheristus i familjen Monhysteridae, men enligt Dyntaxa är tillhörigheten istället familjen Xyalidae.
Kladogram enligt Catalogue of Life och Dyntaxa:
| Echinotheristus | \| \| Echinotheristus cimbricus \| \| \| \| \| \| Echinotheristus teutonicus \| \| \| \| |
|                 | \| \| Echinotheristus cimbricus \| \| \| \| \| \| Echinotheristus teutonicus \| \| \| \| |
|                 | Echinotheristus cimbricus                                                                |
|                 |                                                                                          |
|                 | Echinotheristus teutonicus                                                               |
|                 |                                                                                          |